# John Blow

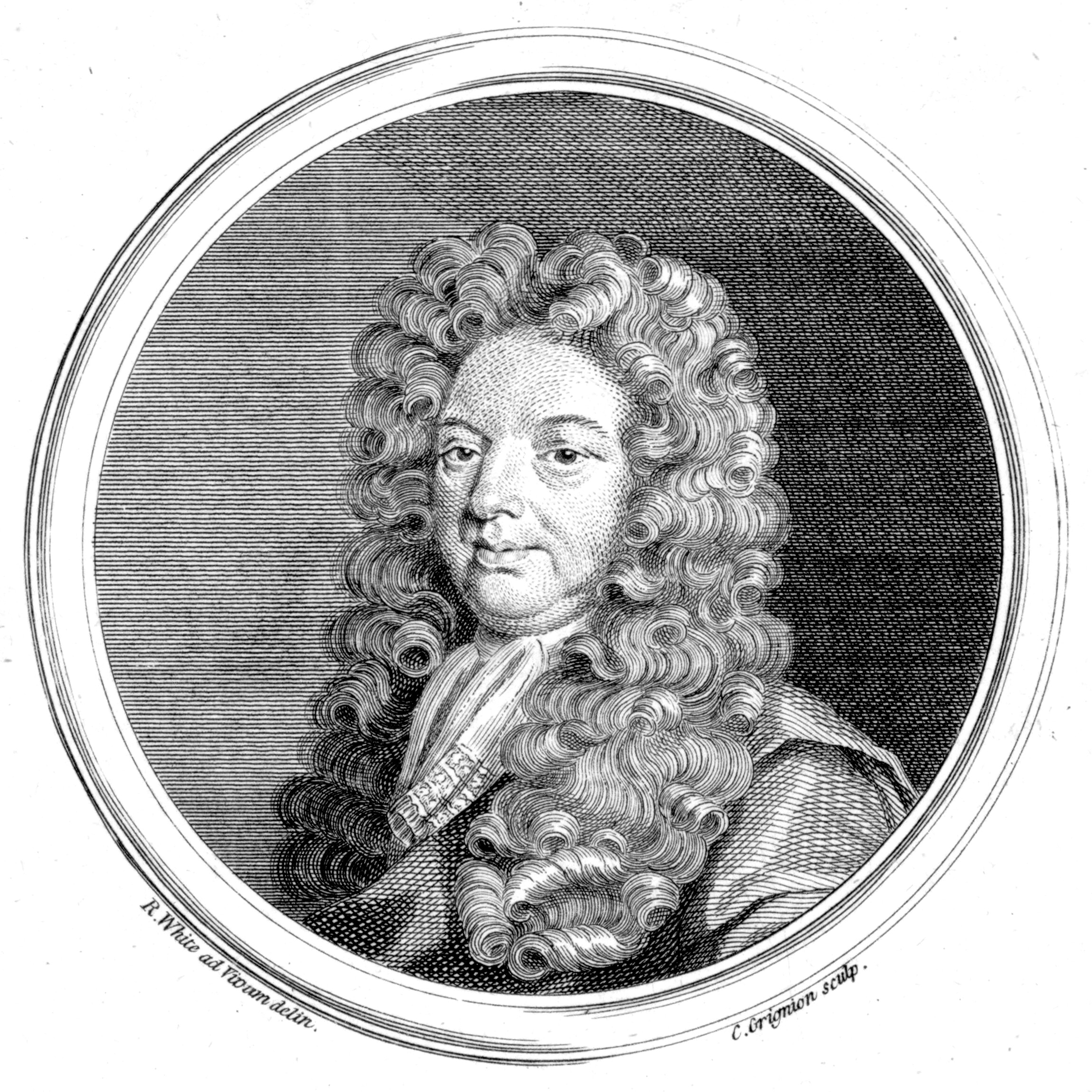
John Blow

John Blow (getauft 23. Februar 1649 in Newark-on-Trent (Nottinghamshire); † 1. Oktober 1708 in London) war ein englischer Komponist, Organist und Musikpädagoge des Barock.

## Leben und Wirken
John Blow stammt aus einfachen Verhältnissen und war das zweite Kind von Henry und Katherine Blow, die im Jahr 1646 in Newark geheiratet hatten. Wahrscheinlich war er einer der sechs Musikschüler an der Magnus-Song-Schule in Newark, und er gehörte zu den fünf Knaben aus Newark und Lincoln, welche Henry Cooke (um 1615–1672) im Winter 1660/61 für die Chapel Royal angeworben hatte, nachdem der Chor der Chapel Royal im Zuge der Wiedereinsetzung von König Karl II. neu organisiert worden war; außer ihm gehörten zu dieser Gruppe Pelham Humfrey und William Turner. Seine Ausbildung erhielt Blow von Henry Cooke und Christopher Gibbons. Er zeigte schon früh ein vielversprechendes kompositorisches Talent: Während er noch Chorsänger war, gehörten mindestens drei seiner Anthems zum Repertoire der Kapelle, nämlich »I will magnify thee«, »Lord, rebuke me not« und »Lord, thou hast been our refuge«. Als der Komponist 1664 in den Stimmbruch kam, blieb er in Cookes Obhut und setzte seine Studien bei Christopher Gibbons fort, einem der Kapell-Organisten. Im Dezember 1668 bekam er als Nachfolger von Albert Bryne seine erste Anstellung an der Westminster-Abtei. Das erste datierte Anthem Blows, »O Lord, I have sinned«, wurde im Jahr 1670 zur Beisetzung des Herzogs von Albemarle verfasst. Ein Jahr zuvor, im Januar 1669, erhielt er seine erste Stellung am königlichen Hof als Betreuer der Cembali (virginals), und er wirkte 1671 als außerplanmäßiger Organist, nachdem die Chapel Royal im Sommer nach Windsor umgezogen war.
Blow nahm auch bald unter den Musikern der Stadt eine ranghohe Stellung ein: Er war 1672 ein Assistent der Corporation of Music und bekleidete 1673 und 1676 das Amt ihres Vorstehers; am 16. März 1673 wurde er als »Diener« der Chapel Royal in der Nachfolge von Roger Hill vereidigt, wonach in rascher Folge weitere bedeutende Anstellungen folgten: Im Juli 1674 als Nachfolger von Pelham Humfrey als Leiter des Knabenchors der Chapel Royal und als regulärer Komponist der »private music«; ab dieser Zeit war auch Henry Purcell sein Schüler. Im Oktober 1676 wurde er als Nachfolger von Christopher Gibbons einer der drei Organisten der Chapel. Im September 1674 hatte er Elizabeth Braddock geheiratet, die Tochter des Chorleiters der Westminster-Abtei. Sie hatten fünf Kinder, von denen nur drei Töchter den Vater überlebten; von den Söhnen starb Henry, der Älteste, im frühen Kindesalter, und John, »ein junger Mann von großer Kühnheit und überaus großer Hoffnung«, starb 1693 mit 15 Jahren. Elizabeth Blow verstarb im Oktober 1683 im Kindbett. Der Komponist heiratete nicht mehr und lebte dann im »Großen Heiligtum« (Broad Sanctuary) in Westminster.
Blow übte als Knabenchor-Leiter einen sehr großen Einfluss auf die dortigen angehenden Musiker aus, die später Komponisten wurden; dies waren beispielsweise William Croft, Jeremiah Clarke (I), Daniel Purcell, Henry Hall (I), John Walter, Francis Pigott, James Helestine, John Robinson, Vaughan Richardson und Bernard Gates. Obwohl er mit vielen, teilweise schweren Pflichten belastet war, schuf er in den 1670er Jahren eine eindrucksvolle Anzahl geistlicher Kompositionen, darunter 30 Anthems mit großer Besetzung, mehreren durchkomponierten Services (Gottesdiensten) und neun lateinischen Motetten. Dekan und Domkapitel von Canterbury verliehen ihm im Dezember 1677 den »Ersten Lambethischen Doktorgrad der Musik«. Am Michaelistag machte er die Organistenstelle an der Westminster Abbey für Henry Purcell frei; beide Männer verband neben einer engen beruflichen Beziehung eine lebenslange Freundschaft. In den 1680er Jahren verfasste Blow eine große Zahl weiterer kirchenmusikalischer Werke, schuf aber auch zunehmend weltliche Werke, darunter jährlich mindestens eine Ode für den königlichen Hof; hinzu kamen etliche Gelegenheitswerke zu anderen Ereignissen. Ab 1678 erschienen auch Lieder von ihm in veröffentlichten Sammlungen. Sein einziges dramatisches Bühnenwerk, das Maskenspiel Venus und Adonis, wurde vermutlich 1683 bei Hofe erstmals aufgeführt. Für die Krönung von König James II. 1685 hatte Blow drei Anthems vorgesehen, und vier Jahre später wurde von ihm zur Krönung von William und Mary »The Lord God is a sun and a shield« aufgeführt. Nach dem Londoner Großbrand von 1666 hatte sich der Chor der St.-Pauls-Kathedrale aufgelöst; Blow sorgte für die Reorganisation dieses Chors und wurde daraufhin zum Leiter des Chors und zum »Almoner« ernannt; diese Stellung behielt er bis zum Jahr 1703.
Nach dem Tod von Henry Purcell 1695 wurde Blow erneut zum Organisten der Westminster Abbey berufen und kehrte damit auf seine frühere Stelle zurück. Im März 1700 wurde für ihn am königlichen Hof die neue Stelle eines Komponisten der Chapel Royal geschaffen. Ab dem Jahr 1703 begann er, sich nach und nach aus seinen zahlreichen Verpflichtungen zurückzuziehen, teilweise zu Gunsten von Jeremiah Clarke. Zusammen mit seinen verbliebenen Aufgaben setzte er seine Dienste an der Westminster-Abtei bis zu seinem Tod 1708 fort. In seinem neun Monate zuvor geschriebenen Testament beschrieb er sich selbst als von schlechter Gesundheit. Nach seinem Ableben wurde er in der nördlichen Apsis der Westminster-Abtei dicht neben dem Grab von Henry Purcell beigesetzt. Hier weist ihn eine Gedenktafel als »Master to the famous Mr. H. Purcell« aus. Blows sorgfältige Buchführung über seine Vermögenswerte trug insofern Früchte, als er bei seinem Tod Kapitalanlagen in acht Pachtgrundstücken besaß und darüber hinaus erheblichen Landbesitz in Hampton. Außer kleineren Erbteilen für seinen Diener, seine Schwester und seine Nichte hinterließ er den Hauptteil seines Vermögens seinen drei überlebenden Töchtern.

## Bedeutung
John Blow war in der Londoner Musikwelt der führende Vertreter seiner Zeit. Er war außerordentlich fruchtbar in verschiedenen Kompositionstypen und aufgeschlossen gegenüber progressiven Strömungen, die vom Kontinent nach England gelangten. Die Qualität seiner Werke war durchaus unterschiedlich, konnte aber in seinen besten Stücken äußerst ausdrucksstark sein. Venus und Adonis war sein einziges dramatisches Werk. Es wird vom Komponisten als Maskenspiel bezeichnet, ist aber eher eine Miniaturoper ohne gesprochene Dialoge und die erste dieser Art in der Musikgeschichte Englands; sie zeigt Einflüsse des französischen Stils, hat aber als Ganzes kein direktes Vorbild. Das Werk Dido and Aeneas von Henry Purcell hat dieses Maskenspiel deutlich als Vorbild.
Die Kirchenmusik nimmt in Blows Schaffen einen großen Raum ein, meistenteils geschrieben für die Londoner Chapel Royal; dies sind hauptsächlich Verse Anthems (Anthems für Solostimmen) mit Solo-Parts für Männerstimmen und Basso continuo. Diese Verse Anthems, meist nur mit zusätzlichen Streicherstimmen, gehören zu seinen bedeutendsten Arbeiten, nachdem er diese Form von Humfrey übernommen und weiterentwickelt hatte. Die Besten davon sind »I Beheld, and Lo, a Great Multitude«, »Blessed is the Man« (Psalm 1), »I Said in the Cutting off of My Days«, »The Lord is My Shepherd« und »Cry Loud and Spare Not«. Als Weiterentwicklung der letzteren können die späteren Stücke für besondere Anlässe gelten: »I Was Glad«, »Blessed is the Man« (Psalm 112) und »O Sing unto Lord« (Psalm 96). Er führte auch eine ältere polyphone Tradition englischer Kirchenmusik mit einer Reihe von Full Anthems (Anthems mit ganzem Chor) weiter; die betreffendem mit Bußcharakter sind in ihrer Düsternis besonders beeindruckend. Das Krönungs-Anthem »God Spake Sometime in Visions«, gediegen und würdevoll, verbindet vollstimmige Chorabschnitte mit instrumentalen Passagen und Streicher-Begleitung. Von seinen zahlreichen Services ist nur sein Evening-Service von Bedeutung, ein Magnificat und ein Nunc dimittis in G-Dur; hier wird ein alter polyphoner Stil mit der Freiheit des späten 17. Jahrhunderts schwungvoll wiederbelebt. Blows festliches Te Deum und Jubilate mit Streichorchester und Trompeten für den Cäcilientag 1695 führt, zusammen mit Purcells gleichnamigem Werk von 1694, stilistisch direkt zu dem berühmten Utrechter Tedeum von Georg Friedrich Händel aus dem Jahr 1713. Darüber hinaus gibt es noch elf geistliche Stücke auf lateinische Texte; davon sind neun Bicinien, wobei dreien davon ein Ground zugrunde liegt, des Weiteren das überschwängliche fünfstimmige »Gloria patri qui creavit nos« und die leidenschaftliche Vertonung des »Salvator mundi«, in welcher die kühne Handhabung der Tonart-Verwandtschaften und er chromatischen Dissonanzen besonders auffallen.
Das früheste weltliche Werk Blows von Bedeutung ist das lyrische Stück »Awake, Awake, My Lyre!« für Soli, Chor und Streicher von 1678. Von geringerem musikalischem Interesse sind seine zahlreichen höfischen Oden, ausgenommen »Begin the Song« zum Cäcilientag 1684, die eine auffällige Beherrschung der neueren italienischen Einflüsse und einen großen Stilfortschritt gegenüber Purcells Ode von 1683 zeigt. Er hat auch nur eine einzige Triosonate komponiert. Sein einzelnes vierstimmiges Werk für Streicher bezeichnete Blow als Chacone, obwohl ihm kein Ground zugrunde liegt, und zeigt Erfindungsgabe und einen Sinn für formale Gestaltung. Nachdem in England zu jener Zeit der Orgeltyp des zweimanualigen Instruments ohne Pedal vorherrschte, ist keine klare Abgrenzung zwischen Orgelwerken und Werken für andere Tasteninstrumente möglich; vor Aufführungen muss dies individuell entschieden werden. Zu den allgemein dem Cembalo zugeschriebenen Kompositionen Blows gehören bis auf wenige Ausnahmen kurze Tanzsätze; einige freie Stücke von ihm erfordern eine progressive Technik, insbesondere Werke über Grounds, außerdem zwei weitere mehrteilige Stücke, die er jeweils als Chacone bezeichnet hat. Die eher der Orgel zugehörenden Stücke zeigen eine deutliche Vielfalt des Stils. Hier gibt es Werke im Stil der früheren Tradition des double voluntary, Stücke von feierlich-polyphonem Charakter und Kompositionen, welche die Möglichkeiten unterschiedlich registrierter Manuale ausschöpfen.

## Werke (teilweise summarisch)
- Vokalmusik
  - 9 Services: in A-Dur, a-Moll, D-Dur (gemischter Chor mit Begleitung von 2 Trompeten und vierstimmigem Streichorchester), d-Moll, e-Moll, F-Dur, G-Dur, G-Dur (»Verse Evening Service«) und g-Moll
  - 2 fragmentarische Services: in C-Dur und D-Dur
- Anthems mit Instrumentalbegleitung (überwiegend mit 4-stimmigem, selten dreistimmigem Streicherchor und Holzbläsern)
  - »And I Heard a Great Voice«
  - »Arise, O Lord«
  - »Blessed Is the Man« (Psalm 1)
  - »Blessed Is the Man« (Psalm 112) anlässlich des Festival of Sons of Clergy, 1698
  - »Cry Aloud and Spare Not«
  - »God Spake Sometime in Visions« zur Krönung von James II.
  - »Hear My Voice«
  - »I Beheld, and Lo, a Great Multitude«
  - »I Beheld, and Lo, in the Midst«
  - »I Said in the Cutting Off«
  - »I Was Glas« zur Eröffnung der St Paul’s Cathedral, 1697
  - »I Will Cry unto Thee«
  - »Lift up Your Heads«
  - »Lord, Who Shall Dwell«
  - »O Give Thanks« (Psalm 105)
  - »O Give Thanks« (Psalm 136)
  - »O Sing unto the Lord« (Psalm 96) anlässlich der Wohltätigkeitsveranstaltung von Cavendish Weedon, 1702
  - »O Sing unto the Lord« (Psalm 98)
  - »O Sing unto the Lord« (Psalm 149)
  - »Sing unto the Lord, O Ye Saints«
  - »Sing We Merily«
  - »The Kings of Tharsis«
  - »The Lord God is a Sun and Shield« zur Krönung von William und Mary
  - »The Lord is King« (Psalm 93)
  - »The Lord is My Shepherd«
  - »Thy Mercy, O Lord«
  - »When Israel Came out of Egypt«
  - »When the Lord Turned Again«
- Full Anthems mit Orgelbegleitung
  - »Be Merciful«
  - »Behold, O God, Our Defender« zur Krönung von James II.
  - »Bow Down Tine Ear«
  - »God is Our Hope and Strength«
  - »I Will Praise the Name of God«
  - »In the Time of Trouble«
  - »Let My Prayer Come up« zur Krönung von William und Mary
  - »Let Thy Hand Be Strengthened« zur Krönung von James II.
  - »Lord, Thou Art Become Gracious«
  - »Lord, Thou Knowest All My Desire«
  - »My Days Are Gone«
  - »My God, My God, Look upon Me«
  - »My God, My Soul Is Vexed«
  - »O God, My Heart Is Ready«
  - »O God, Wherefore Art Thou Absent«
  - »O Lord, God of My Salvation«
  - »O Lord God, to Whom Vengeance Belongeth« (Blows Autorschaft zweifelhaft)
  - »O Praise the Lord of Heaven«
  - »O Sing unto God«
  - »Praise the Lord, O My Soul« (Psalm 146)
  - »Praise the Lord, Ye Servants«
  - »Put Me Not to Rebuke«
  - »Save Me, O God«
  - »Teach Me Thy Way«
  - »The Lord Hear Thee«
  - »Thy Hands Have Made Me«
  - Ferner: etwa 38 Verse Anthems mit Orgelbegleitung
- Motetten
  - 9 Motetten zu zwei Stimmen
  - 2 Motetten zu fünf Stimmen
- Weltliche Oden
  - »A Second Musical Entertainment«, London 1685 (= Cäcilien-Ode für das Jahr 1684)
  - »Ode on the Death of Mr Henry Purcell«, London 1695
  - ferner 25 weitere höfische Oden
  - Cäcilien-Oden für die Jahre 1691, 1695, 1700 und ohne Jahreszahl
  - »Awake, Awake, My Lyre!« (A. Cowley; etwa 1674–1677)
  - »Diva quo tendis«, 1678/79
  - »Non arma regum«, um 1695, und »Dum pulsa strident timpana«, um 1695, Oden für die Universität Oxford
  - »Bring, Shepherds, Bring the Kids«, Hochzeits-Ode, etwa 1695–1700
- Lieder und Catches
  - »Amphion Anglicus«, Sammlung von Liedern und vokale Kammermusik für 1–4 Singstimmen, verschiedene Instrumente und Basso continuo
  - etwa 75 weitere Lieder für 1–4 Singstimmen und Basso continuo
  - etwa 12 Catches in Sammeldrucken
- Bühnenwerk
  - »Venus and Adonis«, Masque in drei Akten, etwa 1683
- Kammermusik
  - Triosonate A-Dur für 2 Violinen und Basso continuo, etwa 1675–1680
  - Ground g-Moll für 2 Violinen und Basso continuo, etwa 1675–1680
  - Chacone G-Dur für 2 Violinen, Viola und Basso continuo
- Klaviermusik. Klavierstücke von Blow wurden zu Lebzeiten in folgenden Sammlungen veröffentlicht:
  - »The Second Part of Musick’s Hand-maid«, London 1689
  - »A Choice Collection Lessons«, London 1698
  - »A Choice Collection of Ayres«, London 1700
  - »The Second Book of the Harpsichord Master«, London 1700
  - Handschriftlich sind ferner zahlreiche Tänze, Präludien, Grounds usw. überliefert (Verzeichnis bei W. Shaw 1980)
- Orgelwerke
  - »The Psalms Set Full for the Organ […] as They Are Play’d in Churches«, London [1703]
  - etwa 30 Voluntaries, verses bzw. Versetten
- Schriften
  - »Rules for Playing off a Through Bass«
  - bei der Schrift »Dr Blow’s Rules for Composition« handelt es sich richtigerweise um einen Auszug der »Rules how to Compose«, Manuskript um 1610, von Giovanni Coperario (John Cooper).

## Ausgaben (Auswahl)
- Six songs from Amphion Anglicus, hrsg. von G. E. P. Arkwright, London 1900
- God is Our Hope and Strenght, hrsg. von H. Statham, London 1931
- Two Sonatas for Two Violins, Viola da Gamba and Bass, hrsg. von W. G. Wittacker, Paris 1936
- Venus and Adonis, hrsg. von A. Lewis, Paris 1936, revidiert Paris 1949
- Awake, Awake, My Lyre!, hrsg. von W. Shaw, London 1941, revidiert London 1968
- The Whitehall Suite for Strings (Kompilation von Sätzen aus zwei höfischen Oden), hrsg. von W. Shaw, London 1947
- Coronation Anthems and Anthems with Strings, hrsg. von A. Lewis / W. Shaw, London 1952 (= Musica Britannica Nr. 7), revidiert London 1969; Reprint als Anthems I: Coronation and other Anthems, London 1968
- Gloria patri qui creavit nos, hrsg. von W. Shaw, London 1958
- Complete Organ Works, hrsg. von W. Shaw, London 1958; revidiert als Thirty Voluntaries and Verses for Organ, London 1972
- Chaconne in G for Strings, hrsg. von W. Shaw, London 1958
- Ode on the Death of Mr Henry Purcell, hrsg. von W. Bergmann, London 1962
- Six Suites for Harpsichord, hrsg. von H. Ferguson, London 1965
- Lift up Your Heads, O Ye Gates, hrsg. von W. Shaw, London 1970
- Two Voluntaries for Organ, hrsg. von H. Maclean, London 1971
- Ode for St Cecilia’s Day 1691, hrsg. von M. Bevan, London 1981
- Anthems II: Anthems with Orchestra, hrsg. von Bruce Wood, London 1985 (= Musica Britannica Nr. 50).